# Општина Апатеу (Арад)
Апатеу (рум. Apateu) општина је у Румунији у округу Арад.
Oпштина се налази на надморској висини од 100 m.